# Фюрстенберги
Фюрстенбергите (на немски: Haus Fürstenberg) са швабски княжески род, който до 1918 г. има владения в Германия между Шварцвалд, Хохрейн, Боденското езеро и Швебиш Алб. Освен това Фюрстенбергите имат големи имоти и в Австрия и особено в Бохемия.
Графовете и князете фон Фюрстенберг произлизат най-вероятно от франкския род Унруохинги, които са роднини с Каролингите. Те са от 11 век графове на Урах в Швабия. Стават графове на Фрайбург. Хайнрих (1215 – 1284) се нарича 1250 г. на замък Фюрстенберг в Шварцвалд при Нойдинген Граф фон Фюрстенберг.
Oт 1664 до 1806 г. те са князе на Княжество Фюрстенберг (Fürstentum Fürstenberg). Те живеят в замък Ентенбург, местят се 1488 г. в двореца Донауешинген, който от 1723 г. до днес е главната резиденция на фамилията. Те са известни с бирарията Fürstlich Fürstenbergische Brauerei, основана през 1283 г.
Фамилията не е роднина с фрайхерен фон Фюрстенберг от Вестфалия.